# Polyphenoloxidase
Phenolase, genauer chloroplastische Polyphenoloxidase (PPO), früher: Catecholoxidase, heißt das Homolog der Tyrosinase in Pflanzen. Zusätzlich zu den Reaktionen der Tyrosinase ist sie in der Lage, Phenole und Catechole zu oxidieren. Diese Reaktionen sorgen für die Bräunung von Pflanzenmaterial nach Verletzung und Kontakt mit Luftsauerstoff. Die entstehenden Chinone sind giftig für pathogene Mikroorganismen.

## Enzymatische Katalyse
Bei der Oxidation von Brenzcatechin in Anwesenheit von Phenolase als Katalysator wird das Dihydroxybenzol in Benzochinon umgewandelt: